# استرند ۳۲۳۶
سیارک ۳۲۳۶ (به انگلیسی: 3236 Strand، نامگذاری:1982BH1) سه هزار و دویست و سی و ششمین سیارک کشف شده‌است که در ۲۴ ژانویه ۱۹۸۲ کشف شد.
قدر مطلق سیارک برابر ۱۳٫۷۰ است.